# الحكائمة

الحكايمة هي إحدى البلديات التونسية من منطقة الوسط الشرقي وتنتمي إلى جهة المهدية من إقليم الساحل والترقيم البريدي لمركزها البلدي هو 5131.
وهي بلدية حديثة العهد تأسست سنة 2016 بأمر ترتيبي صادر بتاريخ 26 ماي 2016 وقد تم تركيزها عمليا بتاريخ 27 ديسمبر 2017، و تحدها من الشرق كل من بلديات المهدية ورجيش بينما تحدها من الغرب كل من بلديات سيدي علوان وبومرداس وعميرة الفحول أما من الشمال فتحدها كل من بلديات سيدي بنور والشراحيل بينما تحدها من الجنوب بلدية قصور الساف. وتتكون بلدية الحكايمة من عمادات الحكايمة الشرقية و الجواودة و الحكايمة الغربية و السعد.